# Saint-Remy-sous-Barbuise
Saint-Remy-sous-Barbuise ist eine französische Gemeinde mit 254 Einwohnern (Stand 1. Januar 2022) im Département Aube in der Region Grand Est; sie gehört zum Arrondissement Troyes und zum Kanton Arcis-sur-Aube.

## Geografie
Die Gemeinde liegt am Fluss Barbuise, etwa 20 Kilometer nördlich von Troyes; weiträumiger gesehen auf halber Strecke zwischen Paris und Nancy nahe der Autoroute A26.

## Bevölkerungsentwicklung
| Jahr      | 1962 | 1968 | 1975 | 1982 | 1990 | 1999 | 2008 | 2016 |
| Einwohner | 117  | 103  | 95   | 146  | 151  | 140  | 144  | 230  |

## Sehenswürdigkeiten
- Kirche Saint-Rémy